# Auze (affluent du Lignon du Velay)
Pour les articles homonymes, voir Auze.
L'Auze est une rivière française du Massif central, en région Auvergne-Rhône-Alpes qui coule dans le département de la Haute-Loire, se jette dans le Lignon du Velay et fait partie du bassin versant de la Loire.

## Toponymie
Son nom, qui est porté par un grand nombre de cours d'eau en France (Auze/Oze, Auzon/Ozon et dérivés), est un hydronyme pré-indo-européen, *ALIZ-, qui a le plus souvent évolué en Auz- et signifie probablement "ruisseau".

## Géographie
Le ruisseau prend sa source à 1 192 mètres d'altitude, au lieu-dit "Valogeon" (commune d'Araules), près de la route départementale D42 de Fay-sur-Lignon à Yssingeaux. Le lieu se trouve dans le massif du Meygal, tout près du sommet du Testavoyre (1 436 m) et au sud-ouest du pic du Lizieux (1 386 m).
Le cours d'eau s'oriente d'abord vers le nord, puis, après le village de Recharinges, vers le nord-est.  Peu après Araules il reçoit l'apport du ruisseau de Bellecombe.
Il continue plein nord jusqu'à Pont de l'Enceinte où il rejoint le Lignon du Velay, à 699 m d'altitude, et au sud de la route départementale D105 qui passe au nord du Ligon et le traverse pour rejoindre Yssingeaux à l'ouest.

## Communes et cantons traversées
Dans le seul département de la Haute-Loire, l'Auze traverse les trois communes suivantes et deux cantons :
- dans le sens amont vers aval : Araules (source), Saint-Jeures, Yssingeaux (confluence).

Soit en termes de cantons, l'Auze prend source et conflue dans le même canton d'Yssingeaux, traverse le canton de Tence, le tout dans l'arrondissement d'Yssingeaux.

## Affluents
L'Auze compte quatre affluents référencés :
- le Bellecombe (rg), 6,3 km sur les trois communes de Araules, Saint-Jeures et Yssingeaux avec deux affluents :
  -  ? (rg), 0,7 km sur la seule commune d'Yssingeaux.
  -  ? (rg), 0,6 km sur la seule commune d'Yssingeaux.
- ? (rd), 0,8 km sur les deux communes d'Yssingeaux et de Saint-Jeures, près des lieux-dits Laprat et les Bouix et confluant au pont d'Auze à 798 m d'altitude.
- ? (rg), 0,5 km sur la seule commune d'Yssingeaux près du lieu-dit les Rioux avec un affluent :
  -  ? (rg), 0,7 km sur la seule commune d'Yssingeaux.
- ? (rd), 0,5 km sur la seule commune d'Yssingeaux.

Le rang de Strahler est donc de trois.

## Hydrographie
L'Auze traverse une seule zone hydrographique 'Le Lignon du barrage de Lavalette (NC) à l'Auze (C)' (K043) de 409 km2 de superficie. Ce bassin versant est constitué à 57,47 % de territoires agricoles, à 40,51 % de forêts et milieux semi-naturels, à 1,47 % de territoires artificialisés, et à 0,51 % de surfaces en eau.